# Maria Zaccaria
Maria Zaccaria (ur. XIV w., zm. po 1404) – genueńska księżna Achai w latach 1402–1404.

## Życiorys
Była córką Centuriona I Zaccarii. Jej mężem był Piotr z St. Superan. W 1404 przekazała władze swojemu bratankowi - Centurionowi II Zaccarii.